# Кіокіш (комуна)
Кіокіш (рум. Chiochiș) — комуна у повіті Бистриця-Несеуд в Румунії. До складу комуни входять такі села (дані про населення за 2002 рік):
- Апатіу (347 осіб)
- Бозієш (718 осіб)
- Буза-Кетун (172 особи)
- Жимбор (564 особи)
- Кеціу (384 особи)
- Кіокіш (498 осіб) — адміністративний центр комуни
- Манік (297 осіб)
- Синнікоаре (157 осіб)
- Стругурень (241 особа)
- Центя (189 осіб)

Комуна розташована на відстані 319 км на північний захід від Бухареста, 28 км на південний захід від Бистриці, 50 км на північний схід від Клуж-Напоки.

## Населення
За даними перепису населення 2002 року у комуні проживали 3567 осіб.
Національний склад населення комуни:
| Національність | Кількість осіб | Відсоток |
| -------------- | -------------- | -------- |
| румуни         | 2608           | 73,1%    |
| угорці         | 872            | 24,4%    |
| цигани         | 86             | 2,4%     |
| словаки        | 1              | < 0,1%   |

Рідною мовою назвали:
| Мова      | Кількість осіб | Відсоток |
| --------- | -------------- | -------- |
| румунська | 2669           | 74,8%    |
| угорська  | 854            | 23,9%    |
| циганська | 41             | 1,1%     |
| німецька  | 2              | 0,1%     |
| словацька | 1              | < 0,1%   |

Склад населення комуни за віросповіданням:
| Релігія        | Кількість осіб | Відсоток |
| -------------- | -------------- | -------- |
| православні    | 2451           | 68,7%    |
| реформати      | 787            | 22,1%    |
| п'ятдесятники  | 143            | 4,0%     |
| баптисти       | 72             | 2,0%     |
| греко-католики | 65             | 1,8%     |
| римо-католики  | 15             | 0,4%     |
| адвентисти     | 8              | 0,2%     |
| не релігійні   | 1              | < 0,1%   |
| атеїсти        | 1              | < 0,1%   |